# Lineweaver-Burkova enačba
Lineweaver-Burkova enačba je enačba, ki prikazuje odvisnost recipročne vrednosti začetne hitrosti encimsko katalizirane reakcije od recipročne vrednosti koncentracije substrata. Odvisnost je linerarna, zaradi česar se jo lahko uporabi za grafično določanje kinetičnih konstant.
Enačbo sta leta 1934 Hans Lineweaver in Dean Burk, ameriška biokemika, izpeljala iz Michaelis-Mentenine enačbe za lažjo grafično analizo.

## Izpeljava enačbe
Temelj izpeljave je Michaelis-Mentenina enačba:
{\displaystyle V=V_{\max }{\frac {[S]}{K_{m}+[S]}}\!\,.}
S pomočjo recipročne vrednosti se lahko enačbo izrazi kot:
{\displaystyle {1 \over V}={{K_{m}+[S]} \over V_{\max }[S]}={K_{m} \over V_{\max }}{1 \over [S]}+{1 \over V_{\max }}\!\,,}
kjer je:
- {\displaystyle V_{0}\,} – začetna hitrost,
- {\displaystyle V_{\max }\,} – maksimalna hitrost,
- {\displaystyle [S]\,} – koncentracija substrata,
- {\displaystyle K_{M}\,} – Michaelisova konstanta.

## Uporaba
Pred pojavom zmogljivejših računalnikov in programske opreme za nelinearno regresijo je bil Lineweaver-Burkov graf (znan tudi kot dvojno recipročni graf) zelo uporaben za določanje pomembnih konstant v encimski kinetiki, kot so Km in Vmax. Presečišče ordinatne osi ustreza recipročni vrednosti Vmax, presečišče abscisne osi pa recipročni vrednosti −1/Km.  
V splošnem se grafično lahko razbere tudi tip inhibicije encima, in sicer se lahko razlikuje med kompetitivno, nekompetitivno in akompetitivno inhibicijo. Pri kompetitivnem tipu so presečišča z ordinatno osjo enako kakor pri neinhibiranem encimu zaradi česar Vmax ostane enaka, vendar so zaradi različnega naklona premice presečišča z absisno osjo različna, posledično pa tudi vrednosti Km. Pri nekompetitivnenm tipu je situacija obratna, torej so vrednosti Km enake, vrednosti Vmax pa različne. Pri akompetitivnem tipu so tako presečišča z ordinatno kot tudi abscisno osjo različna, vendar so nakloni enaki.
Trenutno Lineweaver-Burkov graf ni najboljša metoda za ugotavljanje kinetičnih parametrov encima zaradi izkrivljanja napak v meritvenih podatkih, zato so nelinearne regresije ali druge linearne oblike, kot Hanes-Woolfov graf ali Eadie-Hofsteejev graf veliko bolj primerne.